# 1995–2005: A Decade of Dreams
1995–2005: A Decade of Dreams är ett samlingsalbum av den svenska singer-songwritern Sophie Zelmani som sammanfattar hennes musikkarriär åren 1995 - 2005 med ett urval av såväl singlar som mindre framstående låtar. Samlingen innehåller även tre helt nya låtar samt två nyinspelade gamla låtar.
Albumet gavs ut både i vanligt utförande och i digipackversion. Albumet nådde andra plats på den svenska albumlistan.

## Låtlista
Alla låtar är skrivna av Sophie Zelmani och arrangerade av producenten Lars Halapi.
1. Dreamer – 4:30
2. I Can't Change – 4:11
3. Going Home – 4:10
4. Precious Burden – 3:29
5. People – 3:46
6. Bitter Kind – 3:54
7. Oh Dear – 7:09
8. Stand By – 3:05
9. Happier Man – 4:26
10. Leaving – 4:34
11. Nostalgia – 3:57
12. So Long (Aranjuez Version) – 5:10
13. Gone with the Madness – 2:52
14. Fade – 2:29
15. To Know You – 2:42
16. Always You (Ten Yeras Later) – 2:28
17. Got to Stop – 7:08
18. Our Love – 5:01

## Nya låtar från albumet
- I Can't Change
- Bitter Kind
- Our Love

Nyinspelningar av tidigare låtar:
- So Long (Aranjuez Version) – Ursprungligen från Sophie Zelmani (1995)
- Always You (Ten Yeras Later) – Ursprungligen från Precious Burden (1998)

## Listplaceringar
| Lista (2005) | Topplacering |
| ------------ | ------------ |
| Schweiz      | 65           |
| Sverige      | 2            |